# Градитељска целина — Бање у махали Илиџа у Горњем Шехеру у Бања Луци
Градитељска целина — Бање у махали Илиџа у Горњем Шехеру  у Бања Луци,  данас Месна заједница Српске Топлице, проглашена је за националним споменик Републике Српске и Босне и Херцеговине. Специфичности махале Илиџа је изградња стамбених објеката уз изворе термалне воде (просечне температуре износе од 33 до 360 Целзијуса), како би се она уводила унутар објекта у засебну просторију куће са кадом за купање, или се купатило налазило у посебном објекту изграђеном поред куће, или се базен градио у дворишту куће. Национални споменик чине место и остаци Ебиног хауза, бања у саставу куће Мухарема Гушића, бања у саставу куће Бисере Шеранић, три бање са термалном водом у кући Демировића, Османчевића бања, место и остаци  бање Жбана, бања Диреклија у стени уз обалу Врбаса, место и остаци бање Шугавица, као и бања Илиџа (Краљичина Илиџа или Трокића врело)  уз обалу Врбаса.

## Порекло назива и промена назива
Познати турски путописац Евлија Челебија око 1660. године пише: „...Илиџа на латинском језику се каже бања. Како изван овог шехера на рубу башћа (бāг) има једно топло врело (илице), оно је добило име Бања. Како је, опет, у оно доба на њеној ивици постојао један шехер, он је добио име Лука. То се касније у народном говору једно с другим спојило и он је назван Бања Лука. Касније је део Бања Луке у коме се налазила илиџа добио назив Горњи Шехер.
Током 1990-их највероватније из политичких побуда, Горњем Шехеру је промењено име у Српске топлице, иако су у њему неколико векова живели поред Срба, Бошњаци и Хрвати.

## Заштита
Одлуком Комисија за очување националних споменика, на основу члана V став 4 Анекса 8 Општег оквирног споразума за мир у Босни и Херцеговини и члана 39 став 1 Пословника о раду Комисије за очување националних споменика, на седници одржаној од 25. до 31. јануара 2005. године Градитељска целина — Бање у махали Илиџа у Горњем Шехеру, Бања Лука, проглашана ја за национални споменик  Босне и Херцеговине.
Због све веће угрожености овог националног споменика  неопходно је кроз јасно дефинисање функција надлежности и одговорности на нивоу Бања Луке, Републике Српске и Босне и Херцеговине, деловати и на промоцији Градитељске целине — Бање у махали Илиџа у Горњем Шехеру у Бања Луци, као туристичку дестинацију и културне баштине коју треба заштити на међународном нивоу.

## Положај
Национални споменик Бање у махали Илиџа у Горњем Шехеру (Римске топлице) налазе се на локацији која обухвата к.ч. бр. 670/1, 679/1, 674, 686/1 и 690, к.о. Бања Лука III-8, Општина Бања Лука, Република Српска, Босна и Херцеговина. Бања Диреклија, место и остаци бање Шугавица и бања Илиџа нису уцртани на карти (ситуиране су на десној обали Врбаса, у самом кориту реке, на потезу речног корита Врбаса које заузима површину североисточно од к.ч. број 628 до к.ч. број 358, к.о. Бања Лука III-8, Општина Бања Лука).
Комплекс бања у Горњем Шехеру који се налази у махали Илиџа на десној обали Врбаса, који у овом делу губи особине планинске и поприма особине равничарске реке, налази се у просторном обухвату дефинисаном следећим границама:
- са северозападне стране је ограничен коритом ријеке Врбас дужине око 200 метра низводно од новог гвозденог моста, те границом Улице Од Змијања Рајка (ранији назив: Улица браће Алагић) у дужини око 100 м југозападно од моста;
- југозападном границом к.ч. број 662, к.о. Бања Лука III-8 (парцела на којој се налази Бањско-рекреациони центар „Шехер”);
- на југоисточној стран природном границом преласка обронака Шехитлука у равничарски део, са обронцима Бањ брда (стари назив: Шехетлуци), обрасли храстом, грабом и црним бором.
- на североисточној страни к.ч. број 700, к.о. Бања Лука III-8 (Хаџи-Исаковића кућом).

Географски положај
Ова градитељска целина се налази на следећим географским координатама:
- 44°44.923 северне географске ширине и 17°08.801 источне географске дужине,
- 44°44.942 северне географске ширине и 17°09.534 источне географске дужине
- 44°44.936 северне географске ширине и 017°09.519 источне географске дужине.

## Историја

### Антика
У доба Римљана, уз главни римски пут развила су се многобројна римска станична насеља као што су Lamatis (Крупа на Врбасу), Castra (Бања Лука), Ad Ladios (Трн, насеље 9 км удаљено од Бања Луке), Ad Fines (Лакташи). Због повољних привредних и географских услова који су постојали на ширем простору данашње Бања Луке Римљани су, уз главни римски друм Salona—Servitium (Солана—Сербинум), изградили неколико познатих римских насеља у којима су биле путне станице (лат. mansiones, mutationes):
- Lamatis (Крупа на Врбасу),
- Castra (Бања Лука),
- Ad Ladios  (Трн, насеље 9 км удаљено од Бања Луке),
- Ad Fines (Лакташи).

Истраживања античких локалитета у Бањој Луци с краја 19. века доказала су постојање трговинске активности још у другом веку старе ере. Постојање ових римских насеља утврђено је седамдесетих година 20. века, приликом радова на изградњи Бањско-рекреационог центра Горњи Шехер, данас Српске топлице када је откривено око 600 комада римских бакрених новчића који се повезују са коришћењем термалних вода и указују на обичај stipem iacere (римски обичај бацања новчића у изворе воде у славу божанства или здравља императора). Откриће новчића из периода Римске републике и Римског царства  (лат. Numerianus antoninianus — „Нумеријанов антонијан“),  указује на претпоставку  да је на овом простору римски новац био у оптицају већ у другом веку старе ере, као и  да је остао у оптицају све до Валентинијана Првог (365. године).
Најстарија, досад позната, написана и сачувана вакуфнама из Бање Луке из 1554. године, казује о постојању сумпорних врела недалеко од Софи Мехмед-пашине џамије. С доласком Османлија, развија се и изградња хауза — наткривених базена.  Извори сумпорних вода користили су се за лечење реуматичних обољења мишића, зглобова, неуралгија и кожних обољења. На локалитету Илиџе, развила се махала са многобројник хаузима. Назив „Илиџа” настао је од латинског израза за бању. Лековита вода користила се као купка у Ебин хауз, Маслин хауз (или Гушића бања), Хекерин хауз у башти Бисере Шеранић, хауз уз кућу Бисере Шеранић, Демировића бања, Османчевића бања, базенчић уз кућу Зеире Шеранић, Жбана, Диреклија, Шугавица, Краљичина Илиџа. Све бање су биле међусобно повезане дотоком топле воде.

### Османски период
Подручје са сумпорним врелима помиње се 1554. године у Софи Мехмед-пашиној вакуфнами под називом „Илиџа”, а затим у попису махала 1604. године у ком се помиње џамија-Илиџанска, чији се оснивач Махмуд Челеби. На том месту развила се истоимена махала са џамијом, а знатно касније и мектеб. Изградња Софи Мехмед-пашиних задужбина на десној обали Врбаса, као и изградња моста који је повезао, раније изграђену, Хункарија (Цареву) чаршију на левој обали Врбаса са Софи Мехмед-пашином махалом били су велики подстрек урбанистичком развоју Доњег Шехера. Низводно, низ Врбас, формиране су махале:
- Осман-шахова,
- Календарија (Шиникова),
- Ситарска махала и махала Табаци (из које, касније, настају две махале: Горњи и Доњи Табаци),
- махала Илиџа,  узводно уз Врбас
- Царева махала,
- Хаџибегзаде махала, на Грабу,
- Џаферагина махала, на Грабу.

Између Врбаса и брда Шехитлука, на локалитету Илиџа, развија се истоимена махала која добија назив према лековитим термалним изворима(7) између којих је ишао поток топле воде, спуштајући се у Врбас.
Најстарији објекти махале Илиџа који су били  изграђени имали су наткривени базен-хауз. Сви хаузи су били међусобно спојени потоком топле воде на коме су били дрвени мостићи, а уз саму обалу, и два мања зидана млина.
Термална врела која се налазе на целом потезу махале Илиџа, а која су се користила, или се користе, као топле купке, су:
- Ебин хауз,
- Маслин хауз или Гушића бања,
- Хекерин хауз у башти Бисере Шеранић,
- Хауз уз кућу Бисере Шеранић,
- Демировића бања,
- Османчевића бања,
- базенчић уз кућу Зеире Шеранић,
- Жбана,
- Диреклија,
- Шугавица,
- Токића врело или Краљичина илиџа.

У близи ушћа потока у Врбас, била су два мања зидана млина, која су могла да раде и за време великих зима. Један млин је био својина Мухамеда Шеранића, а други се звао Мансеров. Набујале воде Врбаса су неколико пута уништавале и односиле млинове, ступе, табачке направе и мостове(9) изграђене на реци Врбас, а наведени млинови страдали  у поплави која се догодила у периоду између 1903. године и Првог светског рата.

### Период Аустроугарске владавине
За време аустроугарске владавине махала Илиџа није доживела неке веће промене. На месту на коме је Врбас најужи, након 1880. године, саграђени су:
- мост челичне решеткасте конструкције,[7][а]
- војно купатило Жбана
- неколико објеката у аустријском провинцијском стилу: куће Гушића, Хаџиалића, Лиховића и Бисере Шеранић,
- неколико занатских и трговачких радњи (кафана Александера Голдбахера, кафана Карла Голдбахера у кући „Хладари” поред моста на Врбасу, Бајагиловића дућан у Хаџиалића кући, Менсерова кафана  „Земаљска кугла”, обућарска радња Мустафе Трокића) које су касније затворене или су објекти у којима су се налазиле порушени у каснијем периоду.[7]

Минбер (становници Бање Луке су је називали „мала мунарица” или „акшамлија”) и михраб мусале су срушени 1935. године.
Илиџанска џамија је срушена 1948. године. Имала је дрвену мунару и улазни трем са софама и била покривена кровом на четири воде.

У писаним изворима се наводи да су...
...приликом археолошких ископавања 1983. откривени темељи џамије грађени у три реда камена, као шупљи зид (Фототека и планотека Завода за заштиту споменика културе и природе Бањалука.
 Ова ископавања се доводе у везу са изградњом Бањско-рекреационог центра Горњи Шехер.

### Друга половина 20. века
Године 1989. на простору махала изграђена је Улица браће Алагић (данашњи назив улице: Од Змијања Рајка), којом се подиже ниво терена, покрива поток и руше мостићи.

## Делови грађевинске целине
Градитељску целина — Бање у махали Илиџа у Горњем Шехеру чине материјални остаци ових хауза и бања:
- Ебин хауз — бања, саграђена у непосредној близини Маслиног хауза, отприлике 12 метара северно од њега, као једнопросторна грађевина квадратне основе (спољних габарита око 5,10x5,10 м).
- Бања у саставу куће Мухарема Гушића (Маслин хауз), грађевина једнопросторне диспозиције и квадратне основе (спољних димензија 6x6 м), са улазним отвором са северозападне стране уз дограђен претпростор чији је спољни фасадни зид, заједно са спољним северозападним зидом прислоњене куће, чини јединствену фасадну површину, која у потпуности сакрива визуре према бањи (купатилу).
- Бања у саставу куће Бисере Шеранић, грађевина једнопросторне диспозиције и квадратне основе, зидана каменом чији обимни зидови имају дебљину од отприлике 70 цм, а централни унутрашњи простор хауза има димензије 4,70x4,70 м.
- Три бање са термалном водом у кући Демировића, које су Браћа Демировић сместиле у три просторије приземног дела левог крила куће (гледано са улице).
- Османчевића бања (бања која се налази југоисточно од куће Османчевића), на удаљености од око 40 м североисточно од хауза у саставу куће Бисере Шеранић и око 25 м југоисточно од Османчевића куће
- Место и остаци бање Жбана, на локалитету некадашњег аустроугарског војног купалишта, на коме је остао сачуван само базен димензија око 4 x 5 метара и дубине око једног метра. Нема сачуваних података о објекту унутар ког се налазио базен.
- Бања Диреклија у стени уз обалу Врбаса, до које се долази стазом која се падином корита Врбаса спушта десно од Улице Од Змијања Рајка (стари назив: Браће Алагић) до саме речне обале. Стрми пад стазе је савладан степеницама чија су газишта каменови укопани у тло. Њима се спушта непосредно уз саму реку Врбас до бање Диреклије сличне мањој пећини.
- Место и остаци бање Шугавица, до које се долази стазом која се падином корита Врбаса спушта лево од Улице Од Змијања Рајка (стари назив: Браће Алагић) уздуж каменог подзида насипа пута. Стрми пад стазе је савладан степеницама чија су газишта каменови укопани у тло.
- Бања Илиџа (Краљичина Илиџа или Токића врело) уз обалу Врбаса, око 20 метара узводно од Шугавице.
- Стамбени објекти у махали Илиџа у Горњем Шехеру, који се налазе североисточно од Илиџанске џамије, као матице целе махале. Неки су у свом саставу имали и бању (купатило), или се бања налазила у објекту изграђеном поред куће (Гушића кућа, Османчевића кућа, кућа Бисере Шеранић), или у башти поред куће (Шеранића куће уз Врбас).

## Опис добра

### Маслин хауз или Гушића бања
Најстарији хауз потиче из периода турске владавине и првобитно је био засебан објекат. Тек око 1880. године, породица Масле је уз хауз дозидала станбену кућу. Она је годинама касније, насленим путем, припала породици Гушић што је уједно и разлог зашто се ова бања зове Маслин хауз или Гушића бања.
Бања је једноспратног облика спољашњих димензија 6х6 метара, са дебљином зидова од 75 цм. Зидови су изграђени од ломљеног камена који су са унутрашње стране малтерисани кречним малтером. У просторији са базеном направљена је дрвена галерија са челичним носачем. По ободу базена налазе се четири дашчане клупе, док је дно базена прекривено шљунком. Бања је прекривена лучном куполом, од турских цигала, која се ослања на камене зидове. При врху куполе, налази се осам вентилационих отвора. Маслин хауз или Гушића бања се и даље употребљава.

### Ебин хауз
Недалеко од Маслин хауза, на само 12 метара даљине, налази се Ебих хауз. Ова бања добила је садашње име по старици у чијем поседу се бања налазила. Локални становници су старице (старе мајке) називали „еба”.
Прбовитно, Ебин хаус је био једноспратни мали објекат спољних димензија 5,10х510 цм. Зидови су били дебљине 65 цм, а центарлна унутрашња просторија била је 3,80х3,80 цм. Постојала је дрвена галерија са дрвеним степеништем. Са две стране базена, налазило се дрвено степениште. Усмено предање говори да је уз хаус некада постојао и мали стамбени објекат, али нису сачувани писани записи о томе. Старе фотографије приказују видљиве остатке назиданог дела. Базен је имао шљунковито дно и био је прекривен куполом. Купола је зидана од турске цихле и кречног малтера.
Током година некоришћења бања је остала у поприлично рушеном стању. Од некадашњег изгледа, бања је задржала само структуру камених зидова до висине од 2,2 м. Након ове коде, објекат је дозидан и затворен бетонском куполом. Ебин хауз налази се у употреби.

### Хауз у саставу куће Бисере Шеранић
На око 50 метара од Маслиног хауза налази се бања која се данас налази у саставу куће Бисере Шеранић.  Кућа, у којој се бања налази, саградио је Ахмед Шеранић, 1910. године. Кућа је грађена у стилу аустријске провинцијске архитектуре. Услед разорног земљотреса из 1969. године, кућа је претрпела велика оштећења. Обнова која је уследила била је знатно скромнија од изграње, и знатно је изгубљено на стилској и архитектонској вредности.
До хауза се стизало преко улазног предстобља. Сам хауз је био једнопросторне структуре са каменим зидовима ширине до 70 цм. Галерија је изграђена од дрвета и челичног носача. Преко дрвеног степеништа силази се до бетонских стаза и дрвених клупа. На дну базена се налази шљуак, а цео простор прекривен је куполом у облику неправилне елипсе. При врху куполе налази се 10 вентилационих отвора. На самој куполи приметни су знаци оштежења и пропадање ранијег малтера. Хауз у саставу куће Бисере Шеранић налази се у употреби.

### Османчевића бања
На  око 40 м од хауза у саставу куће Бисере Шеранић и око 25 м од Османчевића куће налази се Османчевића бања.
Из малог ходника улази се у предсобље које води до наткривене просторије димензије 2,50 x 2,33 м у којој је смештена бања. Са галерије,преко дрвених степеница силази се у базен. Од дна базена до плафона има око 3,60 м. Бања је мала, без добре вентилације, тако д аје концентрација влаге висока, а зидови су подложни кондензацији. И поред ових недостатака, бања је у употреби.

### Жбана
На простору некадашњег аустроугарског војног купатила, сачуван је базен димензија око 4х5 м и дубине око један метар. Нема сачуваних података о објекту у којем се базен налазио. Иако базен ма природни доток термалне воде, он није у употреби. Цео простор око базена је неуређен и нема приступних путева, а вода у базену је постала дом многобројним воденим биљкама. Између ове бање и Османчевића бање, на површини се појављује поток који је природним путем спушта каналом у реку Врбас.

### Бање у Демировића кући
Године 1918, породица Маглајлић је продала кућу свештенику евангелистичке цркве. Из исте године датира податак да се у овој кући налазе две бање са термалном водом, иако је само кућа старијег датума. Године 1922, свештениј је кућу продао двојици браће Демировића и отуд назив за ове бање. Бање нису више у употреби а доток термалне воде је зачепљен или је режим тока подземне воде промењен. Просторије у којима се базени налазе су запуштене услед година неодржавања.

### Бања Диреклија
До бање се долази стазом која се падином корита Врбаса спушта десно од Улице Од Змијања Рајка (стари назив: Браће Алагић) до саме ријечне обале. Стрми пад стазе је савладан степеницама чији су степеници каменови укопани у тло. Непосредно уз саму ријеку Врбас се налази бања Диреклија усјечена у стијени, а сам простор у ком се налази бања најсличнији је мањој пећини. Испред пећине, лијево од ње, налази се мањи претпростор, ширине око 2,80 метара, у чијем партеру се некада налазила камена клупа за одмор корисника бање од које су се данас задржали само камени постаменти. Сам простор пећине у којој се налазила бања дубок је око 230 цм и висок 190 до 215 цм. Тај простор је био зазидан спољним зидом ширине око 180 цм и висине око 225 цм, у ком су била гвоздена врата са полукружним завршетком висока око 170 цм и један мањи вентилациони правоугаони отвор димензија око 20 x 20 цм, постављен на висини од отприлике 180 цм од равни пода. У подној површини унутар бање је исклесана, тј. издубљена стијена у форми каде ширине 90 цм, дубине око 50 цм и дужине 140 цм.  Врх каде је око 23 цм постављен више у односу на подну површину. У посљедње вријеме ове бање се не употребљавају, а приликом обиласка терена 28.12.2004. године био је евидентан снажан самоприлив воде. Бања је названа по каменим дирецима или стубовима, што су некад стајали као довратници на улазу у бању. Постоји информација да су као стубови који су подупирали улаз били употријебљени  римски миљокази, те да се један од ових миљоказа данас налази у тврђави Кастел, а да је други разбијен. Локалитет ове бање се не одржава.

### Бања Шугавица
Недалеко од реке Брбас, на месту од улице Од Змијања Рајка (некадашње Браће Алегић), води стрма стаза до оближње бање. Оба бања била је позната као место које је привлачило многобројне људе са кожним обољењима. Објекат у којем се налазила бања је порушен после Другог светског рата, и нису сачувани записи како је он првобитно изгледао. Ту се сада налази ниша са каменим зидом.

### Трокића врело (Краљичина Илиџа или Илиџа)
Око 20 метара узводно од Шугавице, налази се врело Илиџа одакле термалне воде извиру уз саму обалу Врбаса. Недалеко се налази станиште  ретке  биљке  госпиног власка (Adiantum capillus Veneris), која потиче из леденог доба, а сачувала се захваљујући врелу, као и биљке Marchantia polymorpha.

## Ранији степен заштите
Јуна 1950. године, Земаљски завод за заштиту споменика културе и прородних реткости Народне Републике Босне и Херцеговине из Сарајева, ставио је Стару бању, (ранији назив за хаузу у саставу куће Мухарема Гушића) под заштиту државе као непокретни културни споменик. Просторним планом из 1980. године Стара бања је сврстана у II категорију као културно-историјско добро. Просторним планом Босне и Херцеговине из 1980. године Стара бања у Бањој Луци је била евидентирана и сврстана у II категорију као културно-историјско добро. Године 1992, Скупштина општине Бања Лука је у категорији заштићених подручја природног и културно-историјског насљеђа, у одељку Термалне воде у Горњем Шехеру убројила у подручја посебно вредних природних добара, док је насеље Горњи Шехер сврстано у групу посебно вредних културно-историјских комплекса.